# Ersin Nas
Ersin Nas (* 31. Dezember 1978 in West-Berlin) ist ein deutscher Politiker (CDU). Seit 2023 ist er Mitglied des Abgeordnetenhauses von Berlin.

## Leben
Nas wurde in Berlin-Spandau geboren und wuchs dort mit sechs Geschwistern auf. Von 1985 bis 1991 besuchte er die Lynar-Grundschule. Er legte am Hans-Carossa-Gymnasium das Abitur ab. Von 1997 bis 2004 studierte er Rechtswissenschaft an der Freien Universität Berlin. 2004 legte er das erste Staatsexamen ab. Von 2005 bis 2007 absolvierte er das Rechtsreferendariat am Kammergericht. 2007 legte er das zweite Staatsexamen ab und erhielt die Zulassung als Rechtsanwalt. Ab 2008 promovierte er bei Philip Kunig zum Verfassungsrecht; er schloss die Dissertation 2014 ab. Er ist als Rechtsanwalt in einer überregionalen Wirtschaftskanzlei tätig.
Nas ist verheiratet, hat zwei Kinder und lebt in Berlin-Spandau.

## Politik
Nas ist Mitglied der CDU. Bei den Abgeordnetenhauswahlen 2016 und 2021 kandidierte er im Wahlkreis Spandau 2, verfehlte jedoch den Einzug ins Berliner Landesparlament. Bei der Wiederholungswahl 2023 gewann er schließlich das Direktmandat im Wahlkreis Spandau 2 und zog ins Abgeordnetenhaus ein.

## Mitgliedschaften
Nas ist Mitglied der Deutsch-Türkischen Juristenvereinigung. Außerdem ist er Landesvorsitzender der Mieterunion Berlin.